# Джорджія (протока)
48°49′53″ пн. ш. 122°56′41″ зх. д. / 48.831388888889° пн. ш. 122.94472222222° зх. д.

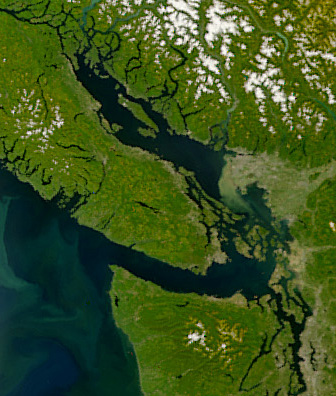
Протока Джорджія у середній частині знімка, Хуан-де-Фука в нижній частині, П'юджет-Саунд в нижній правій частині

Протока Джорджія (англ. Straight of Georgia, Canada) — протока Тихого океану в Британській Колумбії, Канада, між островами Ванкувер і островами Галф та материком Британської Колумбії, частина море Селіш. Довжина протоки приблизно 240 км, ширина 18,5 до 55 км, середня глибина 46 м, максимальна глибина 447 м, площа протоки приблизно 6800 км². Найбільшими островами є острови Тексада (англ. Texada Island) та Ласкіті (англ. Lasqueti Island).
Протока Джорджія — частина Внутрішнього проходу морського шляху, сполучає прохід Діскавері (англ. Discovery Passage) з островами Діскавері на півночі. На півдні протока Гаро (англ. Haro Strait) та протока Росаріо (англ. Rosario Strait) сполучають протоку Джорджія з протокою Хуан-де-Фука.
Річка Фрейзер — джерело приблизно 80 % прісних вод із материка. Води протоки обертаються проти стрілки годинника.
«Цаввасен» (англ. Tsawwassen Terminal): поромний термінал над протокою Джорджія недалеко міста Дельта) сполучає термінал «Свартс Бей» (англ. Swartz Bay) (недалеко міста Вікторія) та міста Нанаймо з островами Галф.
Термінал «Горсшу Бей» (англ. Horseshoe Bay) — термінал над протокою Джорджії у північному напрямку до міста Ванкувер. Головний напрямок порома — місто Нанаймо.

## Історія

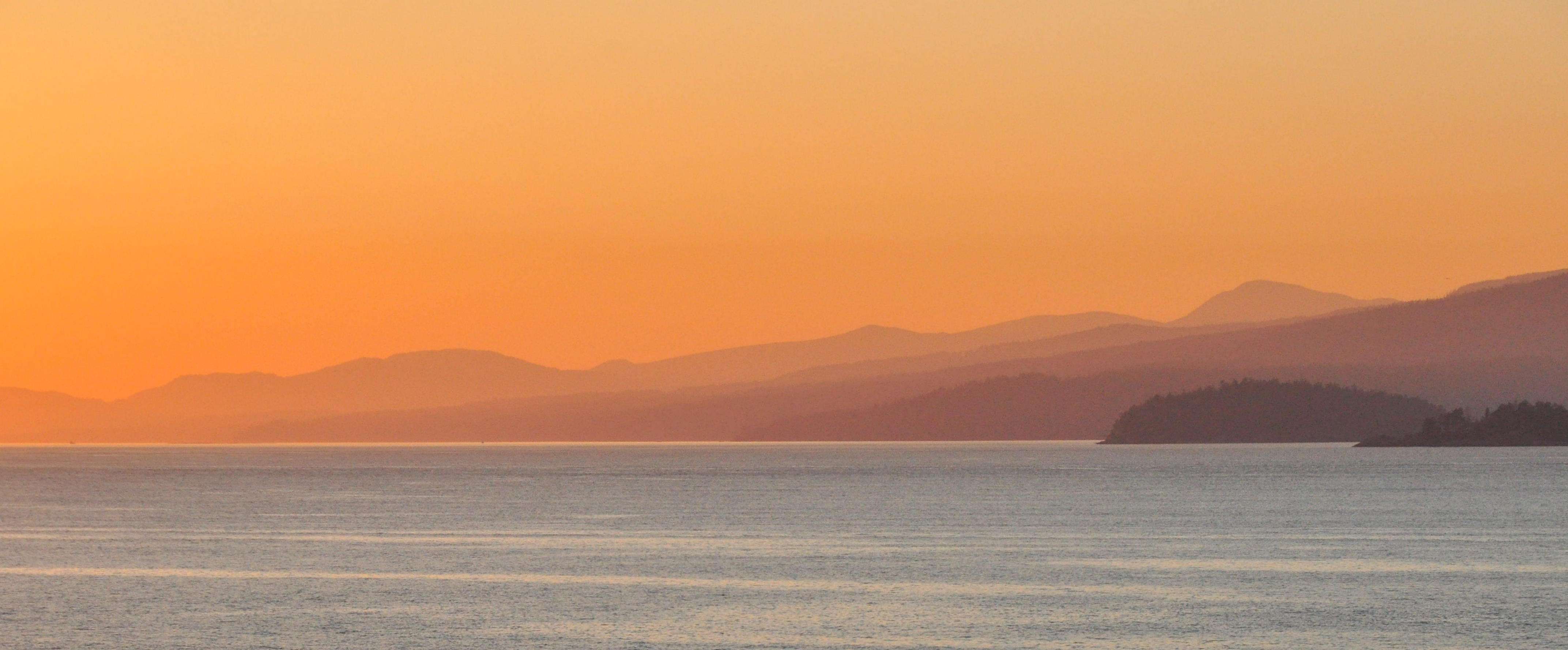
Захід сонця над протокою Джорджія з порома між Ванкувером і островом Ванкувер

Перші мешканці протоки — предки приморських індіанців та народу Селіш, які жили на острові ще до його відкриття європейцями. У 1791 р. до притоки прибули іспанці на чолі з капітаном Хосе Марія Нарвеєз (ісп. José María Narváez) та штурманом Хуаном Караско (ісп. Juan Carrasco), які назвали протоку «Гран Каналь де Нуестра Сеньйора дель Росаріо ла Марінера» (ісп. Gran Canal de Nuestra Señora del Rosario la Marinera).
Протоку було перейменовано на протоку Джорджія в 1792 році капітаном Джорджем Ванкувером (англ. Captain George Vancouver) на честь англійського короля Георга III.
У районі протоки Джорджія вранці 23 липня 1946 року стався потужний землетрус магнітудою 7,3 бала.